# Szkolna Biblioteczka na Wschodzie
Szkolna Biblioteczka na Wschodzie – seria wydawnicza wydawana w latach 1943–1946 przez Placówkę Wydawniczą Ministerstwa Wyznań Religijnych i Oświecenia Publicznego z siedzibą w Jerozolimie.
Seria powstała z inicjatywy Łukasza Kurdybachy, który był kierownikiem Placówki Wydawniczej oraz przewodniczącym ministerialnej Komisji do Spraw Podręczników i Programów Szkolnych. W ramach serii wydawano lektury na potrzeby polskich szkół na Bliskim Wschodzie, w Indiach, Afryce Południowo-Wschodniej, Nowej Zelandii, Meksyku i Algerii.
W serii ukazały się 102 tomy, z czego 15 zostało opracowanych na potrzeby serii, natomiast reszta była przedrukami, głównie z Biblioteki Narodowej.
Do grona edytorów Szkolnej Biblioteczki należeli m.in. Kamil Kantak oraz Wiktor Weintraub.